# Traité de Waitangi
 Voir le traité sur Wikisource
Le traité de Waitangi (en anglais : Treaty of Waitangi ; en māori : Te Tiriti o Waitangi) est un traité signé le 6 février 1840 à Waitangi, dans la baie des Îles, en Nouvelle-Zélande, entre les représentants de la Couronne britannique et des chefs māoris de la partie septentrionale de l'île du Nord. Dans les mois qui suivirent, des copies furent signées par d'autres chefs  à différents endroits de la Nouvelle-Zélande.
Le traité fait formellement de la Nouvelle-Zélande une colonie britannique et peut être considéré comme l'acte de fondation de la nation néo-zélandaise. Ce traité, et l'interprétation qui peut être faite des mots choisis dans sa version en maori, occupent encore une place importante dans la politique néo-zélandaise moderne et restent l'objet de vives controverses.

## Signature du traité
Le traité fut d'abord proposé par le capitaine William Hobson à son retour de sa première expédition dans la région. Il reçut dès lors mandat du gouvernement britannique pour mettre son plan à exécution et reçut le titre de lieutenant-gouverneur. Revenu en Nouvelle-Zélande, il rédigea avec l'aide de James Busby, représentant britannique sur l'île, un traité qui fut traduit par le missionnaire Henry Williams (qui assura également la traduction orale du texte lors de la signature). Busby avait également participé à la rédaction de la déclaration d'indépendance de la Nouvelle-Zélande, signée par plusieurs chefs maori, en 1835.
Hobson était à la tête des plénipotentiaires britanniques. De la quarantaine de chefs māori présents, le rangatira (chef de haut rang) Hone Heke de l'iwi Ngāpuhi fut le premier à apposer sa signature. Pour renforcer la légitimité du traité, huit copies furent rédigées et envoyées dans tout le pays pour collecter des signatures supplémentaires, à savoir :
- la copie dite Manukau-Kawhia ;
- la copie Waikato-Manukau ;
- la copie Tauranga ;
- la copie de la baie d'Abondance (Bay of Plenty) ;
- la copie d'Herald-Bunbury ;
- la copie d'Henry Williams ;
- la copie de la côte Est ;
- la copie originale.

Entre février et septembre 1840, plus de 50 réunions de discussion furent organisées, et près de 500 signatures supplémentaires furent collectées. Un nombre équivalent de chefs de tribus refusèrent de signer. La Nouvelle-Zélande fut officiellement déclarée une colonie distincte de la Nouvelle-Galles du Sud le 16 novembre 1840.
Le traité échappa de peu à la destruction lorsque les bureaux gouvernementaux d'Auckland furent ravagés par le feu en 1841. Les différentes copies furent par la suite reliées et déposées dans un coffre dans les locaux du Secrétariat colonial à Auckland puis à Wellington, lors du changement de capitale.
Une liste de signataires fut produite en 1865, et le texte original en anglais fut publié en 1877, avec quelques lithographies des documents originaux qui furent remis sous clef sitôt après. Ce ne fut qu'en 1908 que le Dr Hocken s'aperçut que ces documents avaient été endommagés par des rongeurs : la restauration dura jusqu'en 1913. La première véritable exposition publique du traité eut lieu en 1940, lorsqu'il fut rapatrié et exposé au musée du Traité de Waitangi pour la célébration de son centenaire.
Le traité fut par la suite confié à la Bibliothèque Turnbull (en 1956), où il fut exposé dès 1961. De nouveaux travaux de restauration furent entrepris en 1966 et entre 1977 et 1980, jusqu'à son dépôt à la Banque nationale. Depuis 1990, le traité est accessible au public dans la salle de la Constitution des Archives nationales néo-zélandaises, à Wellington.
La signature du traité est désormais commémorée sous la forme d'un jour férié du nom de Waitangi Day, le 6 février. Le premier Waitangi Day eut lieu en 1934 mais ne fut officiellement férié qu'à partir de 1970. Cette commémoration a souvent été l'occasion pour les Māori de manifester contre le gouvernement et fait l'objet d'une controverse récurrente.

## Signification et interprétation
Le traité est court : il ne regroupe que trois articles.
- L'article premier reconnaît la souveraineté de la Couronne du Royaume-Uni sur la Nouvelle-Zélande ;
- l'article deux garantit aux chefs signataires et à leurs tribus le maintien de leurs prérogatives et possessions immobilières, notamment leurs terres. Il accorde à la Couronne un droit de préemption sur les éventuelles terres que les Māori souhaiteraient vendre ;
- l'article trois garantit l'égalité des droits entre Māori et sujets britanniques.

Des différences significatives existent cependant entre les versions anglaise et māori du texte, ce qui est la source de difficultés récurrentes dans son interprétation et limite grandement sa portée : la critique principale repose sur la nuance entre les mots māori kawanatanga (soit gouvernorat, au sens littéral), qui décrit les pouvoirs cédés à la Couronne à l'article premier, et rangatiratanga (soit commandement) qui est le pouvoir conservé par les chefs tribaux. La nuance entre les deux concepts pouvait paraître obscure à de nombreux Māori de l'époque, et certains se demandent si ces derniers avaient réellement conscience de ce sur quoi ils s'engageaient.
Le concept de propriété foncière dans le monde māori étant sensiblement différent de celui en vigueur dans le monde anglo-saxon, cela devint effectivement source de problème : les chefs māori se voyaient comme des kaitiaki, ou gardiens de la terre, et confiaient dans la pratique l'usage d'une terre pour un temps et dans un but donnés. Il est possible que certains des signataires pensaient vendre l'usage de la terre plutôt que la terre elle-même.

## Texte du traité

### Préambule
| Anglais | Maori | Traduction |
| --- | --- | --- |
| HER MAJESTY VICTORIA Queen of the United Kingdom of Great Britain and Ireland regarding with Her Royal Favor the Native Chiefs and Tribes of New Zealand and anxious to protect their just Rights and Property and to secure to them the enjoyment of Peace and Good Order has deemed it necessary in consequence of the great number of Her Majesty's Subjects who have already settled in New Zealand and the rapid extension of Emigration both from Europe and Australia which is still in progress to constitute and appoint a functionary properly authorised to treat with the Aborigines of New Zealand for the recognition of Her Majesty's Sovereign authority over the whole or any part of those islands – Her Majesty therefore being desirous to establish a settled form of Civil Government with a view to avert the evil consequences which must result from the absence of the necessary Laws and Institutions alike to the native population and to Her subjects has been graciously pleased to empower and to authorise me William Hobson a Captain in Her Majesty's Royal Navy Consul and Lieutenant-Governor of such parts of New Zealand as may be or hereafter shall be ceded to her Majesty to invite the confederated and independent Chiefs of New Zealand to concur in the following Articles and Conditions. | Ko Wikitoria te Kuini o Ingarani i tana mahara atawai ki nga Rangatira me nga Hapu o Nu Tirani i tana hiahia hoki kia tohungia ki a ratou o ratou rangatiratanga me to ratou wenua, a kia mau tonu hoki te Rongo ki a ratou me te Atanoho hoki kua wakaaro ia he mea tika kia tukua mai tetahi Rangatira—hei kai wakarite ki nga Tangata Maori; o Nu Tirani—kia wakaaetia e nga Rangatira Maori; te Kawanatanga o te Kuini ki nga wahikatoa o te Wenua nei me nga Motu—na te mea hoki he tokomaha ke nga tangata o tona Iwi Kua noho ki tenei wenua, a e haere mai nei. Na ko te Kuini e hiahia ana kia wakaritea te Kawanatanga kia kaua ai nga kino e puta mai ki te tangata Maori ki te Pakeha e noho ture kore ana. Na, kua pai te Kuini kia tukua a hau a Wiremu Hopihona he Kapitana i te Roiara Nawi hei Kawana mo nga wahi katoa o Nu Tirani e tukua aianei, amoa atu ki te Kuini, e mea atu ana ia ki nga Rangatira o te wakaminenga o nga hapu o Nu Tirani me era Rangatira atu enei ture ka korerotia nei. | SA MAJESTÉ VICTORIA Reine du Royaume-Uni de Grande-Bretagne et d'Irlande considérant, avec sa faveur royale, les chefs et tribus autochtones de la Nouvelle-Zélande, soucieuse de protéger leurs droits et leurs biens justes et de leur assurer la jouissance de la paix et du bon ordre, a jugé nécessaire en raison du grand nombre de sujets de Sa Majesté déjà installés en Nouvelle-Zélande et de l'extension rapide de l'émigration d'Europe et d'Australie qui est toujours en cours pour nommer un fonctionnaire dûment autorisé à traiter avec les Aborigènes de Nouvelle-Zélande pour la reconnaissance de l'autorité souveraine de Sa Majesté sur tout ou partie de ces îles - Sa Majesté souhaitant donc mettre en place une forme de gouvernement civil bien établie afin d'éviter les conséquences néfastes qui doivent résulter de l'absence des lois et des institutions nécessaires, aussi bien pour la population autochtone que pour Ses sujets, a eu la gentillesse de me donner son pouvoir et de m'autoriser, moi, William Hobson, capitaine de la marine royale, consul et lieutenant-gouverneur des régions de la Nouvelle-Zélande qui pourraient être ou seront cédés à sa majesté à inviter les chefs de Nouvelle-Zélande confédérés et indépendants à approuver les articles et conditions suivants. |

### Premier Article
| Anglais | Maori | Traduction |
| --- | --- | --- |
| The Chiefs of the Confederation of the United Tribes of New Zealand and the separate and independent Chiefs who have not become members of the Confederation cede to Her Majesty the Queen of England absolutely and without reservation all the rights and powers of Sovereignty which the said Confederation or Individual Chiefs respectively exercise or possess, or may be supposed to exercise or to possess over their respective Territories as the sole sovereigns thereof. | Ko nga Rangatira o te wakaminenga me nga Rangatira katoa hoki ki hai i uru ki taua wakaminenga ka tuku rawa atu ki te Kuini o Ingarani ake tonu atu—te Kawanatanga katoa o ratou wenua. | Les chefs de la Confédération des Tribus unies de Nouvelle-Zélande et les chefs séparés et indépendants qui ne sont pas devenus membres de la Confédération cèdent à Sa Majesté la reine d’Angleterre de manière absolue et sans réserve tous les droits et pouvoirs de souveraineté que la Confédération ou les chefs indépendants exercent ou possèdent, ou peuvent être supposés exercer ou posséder, sur leurs territoires respectifs, en tant que souverains uniques. |

### Deuxième Article
| Anglais | Maori | Traduction |
| --- | --- | --- |
| Her Majesty the Queen of England confirms and guarantees to the Chiefs and Tribes of New Zealand and to the respective families and individuals thereof the full exclusive and undisturbed possession of their Lands and Estates Forests Fisheries and other properties which they may collectively or individually possess so long as it is their wish and desire to retain the same in their possession; but the Chiefs of the United Tribes and the individual Chiefs yield to Her Majesty the exclusive right of Preemption over such lands as the proprietors thereof may be disposed to alienate at such prices as may be agreed upon between the respective Proprietors and persons appointed by Her Majesty to treat with them in that behalf. | Ko te Kuini o Ingarani ka wakarite ka wakaae ki nga Rangatira ki nga hapu—ki nga tangata katoa o Nu Tirani te tino rangatiratanga o ratou wenua o ratou kainga me o ratou taonga katoa. Otiia ko nga Rangatira o te wakaminenga me nga Rangatira katoa atu ka tuku ki te Kuini te hokonga o era wahi wenua e pai ai te tangata nona te Wenua—ki te ritenga o te utu e wakaritea ai e ratou ko te kai hoko e meatia nei e te Kuini hei kai hoko mona. | Sa Majesté la reine d'Angleterre confirme et garantit aux chefs et aux tribus de Nouvelle-Zélande, ainsi qu'à leurs familles et à leurs individus respectifs, la possession exclusive et sans dérangement de leurs pêcheries forestières, qu'ils soient de terres ou de leurs domaines, et qu'ils peuvent également posséder collectivement ou longtemps comme c'est leur souhait et désir de garder le même en leur possession; mais les chefs des Tribus unies et les différents chefs cèdent à Sa Majesté le droit exclusif de préemption sur les terres que leurs propriétaires peuvent aliéner à des prix convenus par leurs propriétaires respectifs et les personnes nommées par Sa Majesté traiter avec eux dans ce nom. |

### Troisième Article
| Anglais | Maori | Traduction |
| --- | --- | --- |
| In consideration thereof Her Majesty the Queen of England extends to the Natives of New Zealand Her royal protection and imparts to them all the Rights and Privileges of British Subjects. | Hei wakaritenga mai hoki tenei mo te wakaaetanga ki te Kawanatanga o te Kuini—Ka tiakina e te Kuini o Ingarani nga tangata Maori; katoa o Nu Tirani ka tukua ki a ratou nga tikanga katoa rite tahi ki ana mea ki nga tangata o Ingarani. | En considération de cela, Sa Majesté la Reine d'Angleterre étend aux Natifs de Nouvelle-Zélande sa protection royale et leur confère tous les droits et privilèges des sujets britanniques. |

### Postambule
Le postambule du traité comprend la signature de William Hobson, premier lieutenant-gouverneur de Nouvelle-Zélande, ainsi que celles de plusieurs tribus maoris.
| Anglais | Maori | Traduction |
| --- | --- | --- |
| Now therefore We the Chiefs of the Confederation of the United Tribes of New Zealand being assembled in Congress at Victoria in Waitangi and We the Separate and Independent Chiefs of New Zealand claiming authority over the Tribes and Territories which are specified after our respective names, having been made fully to understand the Provisions of the foregoing Treaty, accept and enter into the same in the full spirit and meaning thereof in witness of which we have attached our signatures or marks at the places and the dates respectively specified. Done at Waitangi this Sixth day of February in the year of Our Lord one thousand eight hundred and forty. | Na ko matou ko nga Rangatira o te Wakaminenga o nga hapu o Nu Tirani ka huihui nei ki Waitangi ko matou hoki ko nga Rangatira o Nu Tirani ka kite nei i te ritenga o enei kupu, ka tangohia ka wakaaetia katoatia e matou, koia ka tohungia ai o matou ingoa o matou tohu. Ka meatia tenei ki Waitangi i te ono o nga ra o Pepueri i te tau kotahi mano, e waru rau e wa te kau o to tatou Ariki. | Maintenant donc, Nous, chefs de la Confédération des tribus unies de la Nouvelle-Zélande, réunis au Congrès à Victoria, à Waitangi, et Nous, chefs indépendants et indépendants de la Nouvelle-Zélande, revendiquant l’autorité sur les tribus et les territoires spécifiés après nos noms respectifs, en pleine compréhension des dispositions du traité précédent, acceptons et adhérons pleinement dans l’esprit et le sens de celles-ci, en foi de quoi nous avons apposé nos signatures ou marques aux endroits et aux dates précisés. Fait à Waitangi, le six février de l'année de Notre Seigneur mille huit cent quarante. |

## Conséquences du traité
À court terme, le traité eut l'avantage d'empêcher l'acquisition de terres maories par quiconque autre que la Couronne. Cette provision avait pour but d'empêcher les marchés de dupes qui s'étaient déjà réalisés entre colons peu scrupuleux et indigènes dans d'autres parties de l'Empire, où les autochtones se voyaient expulsés de leurs terres ancestrales pour le prix de quelques pacotilles. En substance, le traité avait donc pour but d'établir un système de registre foncier, avec la Couronne comme gardien et interlocuteur pour prévenir les éventuels abus. En prévision de la signature de ce traité, la Compagnie de Nouvelle-Zélande effectua d'ailleurs plusieurs achats de terre précipités et installa plusieurs colonies, partant du principe que l'occupation aurait dès lors valeur de possession.
Les résultats de cette politique furent dans les premiers temps particulièrement positifs : les Māori voulaient vendre et les colons voulaient acheter et la Couronne s'assurait dès lors que les transactions correspondaient à un prix juste pour l'époque. Cependant, les Māori devinrent avec le temps de moins en moins enclins à céder de nouvelles parcelles de leur territoire, alors que la Couronne subissait une pression de plus en plus forte de la part de colons acheteurs. Nombre de fonctionnaires furent alors impliqués dans des transactions douteuses, qui causèrent nombre de révoltes, elles-mêmes réprimées dans le sang et par la confiscation de nouveaux territoires. L'escalade aboutit aux guerres maories, à l'issue desquelles la plus grande partie du Waikato et Taranaki fut confisquée.
Le rôle de supervision fut par la suite confié aux tribunaux fonciers indigènes, renommés par la suite tribunaux fonciers māori (Māori Land Court). Les communautés māori commencèrent cependant rapidement dans les années 1960 et 1970 à se plaindre des abus et des violations continues du traité et des législations subséquentes par le gouvernement, ainsi que de décisions jugées inéquitables (ou à tout le moins excessivement défavorables) rendues par le Tribunal foncier māori et qui expropriait les Māori de leurs terres. Le Tribunal de Waitangi fut établi par agrément royal du 10 octobre 1975. Le Treaty of Waitangi Act qui lui donnait naissance avait pour but de réaffirmer les principes énoncés dans le Traité et de créer une juridiction capable de juger des violations avérées de celui-ci. Le mandat du Tribunal, limité à l'origine aux conflits récents, fut à partir de 1985 étendu pour couvrir tous les conflits fonciers depuis 1840, y compris durant les guerres maories.

## Le traité aujourd'hui
Sa brièveté et son champ limité ne sauraient conférer au traité valeur de constitution. Il fait cependant partie du mythe fondateur de la nation néo-zélandaise, et la vie politique nationale fait encore fréquemment référence aux principes ou à l'esprit du traité, bien que l'interprétation de ce concept varie avec les interlocuteurs.
Si, pour certains, il consacre l'union de deux peuples en un seul (Hobson est cité comme ayant déclaré « Nous sommes désormais un peuple » le jour de la signature) il est, pour d'autres, le symbole d'un partenariat entre la Couronne et les Māori. Il n'en reste pas moins qu'au vu de la pratique des puissances coloniales (y compris la Grande-Bretagne) en vigueur dans le monde à l'époque de sa signature, ce texte reste un modèle de progressisme dans son approche des relations entre colons et peuples indigènes.[réf. nécessaire]
Le traité n'est pas, toutefois, simplement un document historique sans valeur ni signification juridique à l'heure actuelle. La loi de 1975 (Treaty of Waitangi Act) reconnaît au traité un statut officiel au sein de la législation néo-zélandaise, confirme sa validité juridique contemporaine, et établit le Tribunal de Waitangi. Ceci permet aux Māori de porter à l'attention du tribunal toute violation du traité commise par les autorités néo-zélandaises depuis 1840, et d'obtenir réparation.
Le 25 juin 2008, un accord communément appelé Treelords fut signé au Parlement de Wellington rendant à sept tribus māories 176 000 hectares de forêts dans le centre de l'île du Nord. Le montant de l'opération s'élève à 319 millions de dollars néo-zélandais (environ 200 millions d'euros),.

### The Treaty Principles Bill
En novembre 2024, David Seymour, ministre de la Règlementation et chef du parti ACT New Zealand (libéral), propose une réinterprétation du traité dans une proposition de loi intitulée Treaty Principles Bill. Composée de trois articles, celle-ci vise, selon Seymour, à garantir l'égalité des droits à tous. Toujours selon Seymour, l'interprétation en vigueur depuis les années 1970 mène à des disparités entre Néo-Zélandais sur l'accès aux services publics, à certains postes de responsabilité publique ainsi que dans l'accès aux soins, les Maoris étant dans certains cas prioritaires. David Seymour fait valoir que le sens donné au traité et la manière dont il est appliqué ont été définis par les tribunaux, ceux-ci créant au XXe siècle une interprétation nouvelle en considérant le traité comme la source d'un « partenariat » inter-ethnique qui différencie les droits des Maoris et ceux des non-Maoris. Le parti ACT fait valoir que « Le mot 'partenariat' n'apparaît pas dans le traité de Waitangi. Le concept de partenariat est une invention récente de la part des tribunaux ». Il estime que les citoyens devraient avoir leur mot à dire.
Le projet de loi introduit en 2024 propose donc un référendum demandant aux citoyens de se prononcer sur la proposition que le traité soit interprété selon les trois principes suivants pour ce qui est de son application concrète : le gouvernement de Nouvelle-Zélande et le Parlement de Nouvelle-Zélande sont légitimes (rejetant donc la position de ceux qui prétendent à une souveraineté maorie distincte) ; le gouvernement défend le droit à la propriété de tous les Néo-Zélandais, et continuera de garantir aux Maoris la propriété de leurs terres et de leurs ressources ; tous les Néo-Zélandais sont égaux face à la loi et ont les mêmes droits et les mêmes devoirs en tant que citoyens, dont le droit à ne pas subir de discrimination raciale,. David Seymour et le parti ACT précisent que la loi mettrait fin à certaines formes de co-gouvernance (en) locale avec des hapu maories, mais pas à toutes. Les hapu conserveraient par exemple leur droit à la co-gouvernance avec les autorités publiques des espaces naturels (lacs, rivières, montagnes). Par ailleurs, le parti soutient la continuation de programmes publics pour soutenir la langue maorie, la culture maorie, et les accords de compensation des hapu et iwi pour les confiscations de terres aux XIXe et XXe siècles.
Les opposants au texte quant à eux estiment que Seymour — représentant de la Couronne qui à leurs yeux devrait sauvegarder l'interprétation existante du traité — impose une réécriture unilatérale du traité longtemps après sa signature. Ce faisant, il déferait selon eux les efforts antérieurs de réconciliation entre les māoris et les pakeha en faisant passer l'égalité avant l'équité. Ces modifications se feraient donc au détriment des māoris qui sont avec les pasifika le groupe ethnique avec le plus fort taux de chômage ainsi que le revenu médian le plus faible,,. À l'approche de la première lecture du projet de loi à la Chambre des représentants, le mouvement Toitū Te Tiriti appelle à un hīkoi (longue marche de protestation) qui démarre au cap Reinga pour rallier la capitale Wellington.
Le Parti travailliste, le Parti maori ainsi que le Parti vert s'opposent à cette proposition de loi. Lors de la première lecture du texte le 14 novembre 2024, Hana-Rawhiti Maipi-Clarke, députée du Parti maori, interrompt la séance en déchirant la proposition de loi puis en interprétant un haka (le Ka mate), rapidement rejoint par plusieurs autres députés ainsi que des membres du public, entraînant une suspension de séance. Adopté en première lecture à 68 voix contre 54, le texte attend sa seconde lecture, qui interviendra six mois après la première lecture, à la suite d'un travail d'auditions de la part du parlement. Tous les partis, sauf ACT New Zealand, indiquent leur intention de voter contre.